# 10 (The Guess Who album)
#10 är det tolfte albumet av den Kanadensiska gruppen The Guess Who utgivet 1973 men är bara det tionde med sångaren Burton Cummings. (På de två första albumen var Chad Allen sångare och bandledare. Albumet har en tydlig Pop / Rock och Balladkaraktär.

## Låtlista
1. American Woman - Take It Off My Shoulders - 4:03 (Burton Cummings / Don McDougall)
2. Musicioné - 3:55 (Burton Cummings / Kurt Winter / Bill Wallace / Don McDougall / Gary Peterson)
3. Miss Frizzy - 4:25 (Burton Cummings / Randy Bachman)
4. Glamour Boy - 5:27 (Burton Cummings)
5. Self Pity - 4:22 (Burton Cummings)
6. Lie Down - 4:43 (Burton Cummings)
7. Cardboard Empire - 3:25 (Bill Wallace / Kurt Winter)
8. Just Let Me Sing - 6:13 (Burton Cummings)
9. Glamour Boy - 4:49 (Burton Cummings) - (Remix)

Spår 9 Är Ett Bonusspår Ej Tidigare Utgivet. Utan Endast Utgiven På CD Versionen Av Albumet.

## Medverkande
- Burton Cummings - Sång, Piano, Saxophone
- Kurt Winter - Elektrisk Gitarr, Akustisk Gitarr, Bakgrundssång
- Don McDougall - Elektrisk Gitarr, Akustisk Gitarr, Bakgrundssång
- Bill Wallace - Basgitarr, Bakgrundssång
- Gary Peterson - Trummor, Percussion

- Producent Jack Richardson För Nimbus 9 Productions / RCA Records APL1-0130
- CD Utgåva Från 2012. Skivnummer RCA Records / ICON CLASSIC Records ICON 1028 (8 8691-97605-2 1)